# Hendrik Tollens
Henricus Franciscus Caroluszoon (Hendrik) Tollens (24 septembre 1780, Rotterdam - 21 octobre 1856, Ryswick) est un poète néerlandais.

## Biographie
Tollens, né de parents de condition modeste originaires de Gand, en Belgique, travaille très jeune à Amsterdam à l'office d'un oncle, marchand de peintures et teintures, qui lui parle toujours en vers. Après une année d'études à l'internat catholique d'Elten, il revient chez ses parents en 1795 ; il devient très vite le poète attitré des patriotes et secrétaire d'un des clubs de patriotes. Plusieurs des membres de la famille étant liés au théâtre, il en vient à s'occuper aussi de théâtre. Contre la volonté de son père, il épouse Gerbranda Cath. Rivier à Souburg, où le couple clandestin se présente comme des jeunes d'Amsterdam.
Tout en écrivant, il reste marchand de peinture, et il visite ses clients jusqu'en Zélande. Il acquiert pas mal de renommée dans le monde des lettres et se voit décerner plusieurs décorations. Il est le poète du peuple néerlandais, surtout depuis 1830. En 1846, il se retire des affaires, élit domicile à Ryswick, où il consacre son temps à l'écriture. Il meurt, la plume à la main, le 21 octobre 1856. Sa tombe se trouve à Ryswick et une statue lui a été érigée à Rotterdam.
Un prix de poésie porte son nom : le prix Hendrik-Tollens.

## Source
- (nl) Cet article est partiellement ou en totalité issu de l’article de Wikipédia en néerlandais intitulé « Hendrik Tollens » (voir la liste des auteurs).